# Iwan Alexandrowitsch Kuskow

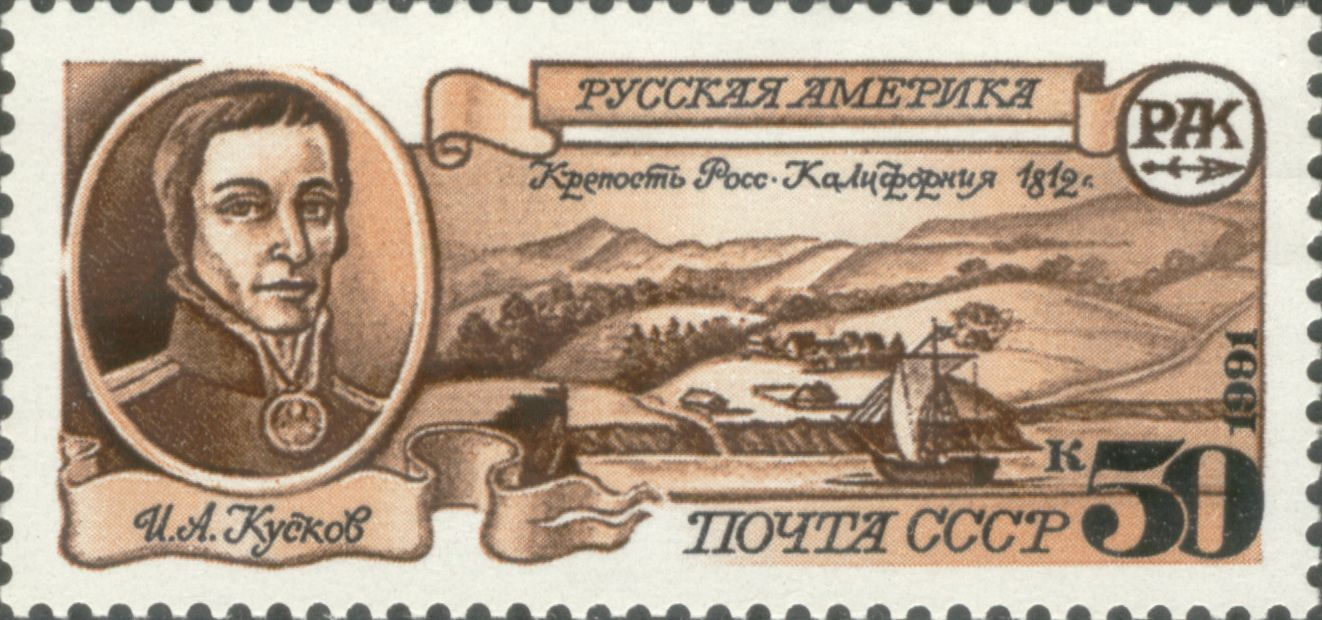
Iwan A. Kuskow auf einer sowjetischen Briefmarke (1991)

Iwan Alexandrowitsch Kuskow (russisch Иван Александрович Кусков; * 1765 in Totma, Gouvernement Wologda; † im Oktober 1823 ebenda) war ein russischer Seefahrer, Erforscher Alaskas und Nordkaliforniens und Gründer und Regent der ersten russischen Siedlung in Kalifornien.
Er verbrachte insgesamt 31 Jahre seines Lebens auf Reisen, erforschte dabei Alaska und die ganze Westküste Nordamerikas. Kuskow gründete 1812 in Kalifornien die russische Festung Fort Ross, heute ein US-Nationalpark. Sowohl in Fort Ross, als auch in seiner Heimatstadt Totma in Russland gibt es Kuskow-Museen.
Kuskow reiste zum ersten Mal 1790 nach Amerika, nachdem er einen Vertrag mit dem Kaufmann Alexander Andrejewitsch Baranow aus Kargopol (heute Oblast Archangelsk) unterzeichnet hatte. Später wurde Kuskow rechte Hand Baranows und leitete die Russisch-Amerikanische Kompagnie als dessen Stellvertreter. Die russische Regierung zeichnete Kuskow 1804 mit einer Medaille aus. 1806 wurde ihm der Titel des Kommerzialrates verliehen (in Russland hatten zu dieser Zeit nur fünf Personen diesen hohen Titel). Kurz nach seiner Heimkehr aus Amerika 1823 ist er verstorben. Sein Grab befindet sich im Spasso-Sumorin (Heiland-Sumorin) Kloster in der Nähe von Totma.